# 英国政府行政机构
在英國，行政機構是指在英國政府、蘇格蘭政府、威爾斯政府或北愛爾蘭行政院內的次級部門類別之一，負責執行專責政策及行政職能。各機構具有單獨財政總目及管理系統，但仍然須向所屬大臣負責。每個行政機構由一名行政總裁率領，處理機構內的日常運作。
行政機構的模式於1988年由時任首相戴卓爾夫人的效率顧問Sir Robin Ibbs率先提出；他發表的報告猛烈抨擊已中央集權化的英國公務員隊伍管理制度，批評官僚只著重實施短期政策，而忽略交付；政府出現嚴重公共行政管理人才等問題。 同一報告上的首要解決辦法，是成立數個由行政總裁率領集中在交付政策的行政機構。 首個行政機構，車輛檢查處（the Vehicle Inspectorate），在1988年8月成立。

## 英國政府列表
- 內閣辦公廳
  - 官方商業服務署（英语：Crown Commercial Service）
  - 政府產業署（英语：Government Property Agency (United Kingdom)）

- 商業及貿易部
  - 公司註冊處
  - 破產服務處（英语：Insolvency Service）
- 教育部
  - 教育標準及考試局（英语：Standards and Testing Agency）
  - 教學監管局（英语：Teaching Regulation Agency）
- 環境食物及鄉郊事務部
  - 動植物衛生局（英语：Animal and Plant Health Agency）
  - 環境、漁業及水產養殖科學中心（英语：Centre for Environment, Fisheries and Aquaculture Science）
  - 鄉郊報償局（英语：Rural Payments Agency）
  - 獸犬醫藥司署（英语：Veterinary Medicines Directorate）
- 科學創新及科技部
  - 電訊基建局
  - 知識產權署（英语：Intellectual Property Office (United Kingdom)）
  - 氣象局
  - 英國太空總署
- 運輸部
  - 英格蘭主動運輸（英语：Active Travel England）
  - 駕駛及車輛牌照局（英语：Driver and Vehicle Licensing Agency）
  - 駕駛及車輛標準局（英语：Driver and Vehicle Standards Agency）
  - 海事與海岸防衞署
  - 車輛保證局（英语：Vehicle Certification Agency）
- 衞生及社會關懷部
  - 藥物及保健產品監管局（英语：Medicines and Healthcare Products Regulatory Agency）
  - 英國衛生安全局
- 外交、聯邦及發展事務部
  - 威爾頓公園（英语：Wilton Park）
- 財政部
  - 政府內部核數署（英语：Government Internal Audit Agency）
  - 國家基礎設施委員會（英语：National Infrastructure Commission）
  - 國債管理署 (英國)（英语：Debt Management Office (United Kingdom)）
- 國防部
  - 國防裝備及支援局（英语：Defence Equipment and Support）
  - 國防科學技術實驗室（英语：Defence Science and Technology Laboratory）
  - 潛水艇製造局
  - 水文局
- 社區及地方政府部
  - 規劃督察署（英语：Planning Inspectorate）
  - 伊利莎伯二世會議中心（英语：Queen Elizabeth II Conference Centre）
- 司法部
  - 刑事傷害賠償管理局（英语：Criminal Injuries Compensation Authority）
  - 英皇陛下法院及審裁處事務局
  - 英皇陛下監獄及緩刑服務處（英语：HM Prison and Probation Service）
  - 法律援助局（英语：Legal Aid Agency）
  - 公共監護人辦公室（英语：Office of the Public Guardian）

## 蘇格蘭政府列表
以下為2006年八月止，直屬已權力下放的蘇格蘭政府的行政機構。  所有蘇格蘭行政機構由蘇格蘭內閣部長成立，執行各泛籌政策。 各蘇格蘭政府的行政機構內員工全属于英國文官隊伍。
- 蘇格蘭破產管理會計師（英语：Accountant in Bankruptcy）
- 蘇格蘭刑事紀錄披露署（英语：Disclosure Scotland）
- 蘇格蘭歷史建築保護署
- 蘇格蘭教育署（英语：Education Scotland）
- 蘇格蘭精神健康審裁署（英语：Mental Health Tribunal for Scotland）
- 蘇格蘭國家檔案處（英语：National Archives of Scotland）
- 蘇格蘭註冊總署（英语：Registers of Scotland）
- 蘇格蘭房屋管理局（英语：Scottish Housing Regulator）
- 蘇格蘭監獄署（英语：Scottish Prison Service）
- 蘇格蘭退休金局（英语：Scottish Public Pensions Agency）
- 蘇格蘭社會工作監督局（英语：Social Work Inspection Agency）
- 蘇格蘭學生獎勵局（英语：Student Awards Agency for Scotland）
- 蘇格蘭運輸署（英语：Transport Scotland）
- 蘇格蘭政府檢察總署（英语：Crown Office and Procurator Fiscal Service）

## 外部連結
- 內閣辦公室有關政府行政機構及非部門公共組織的資料
- An official, comprehensive list of EAs and their departments (click Executive Agencies on the right-hand side)
- 2002年 Government report into the agencies model entitled "Better Government Services – Executive agencies in the 21st century" published by The Prime Minister's Office of Public Services Reform. Contains a list of agencies. (PDF)
- 蘇格蘭行政院行政機構官方列表 （页面存档备份，存于）